# Joe Fascione
Joseph Victor Fascione (Coatbridge, Reino Unido, 5 de febrero de 1945-5 de febrero de 2019) fue un futbolista escocés que jugó como extremo. 

## Carrera
Fascione comenzó a jugar como extremo derecho, con el equipo escocés júnior Kirkintilloch Rob Roy. Posteriormente, en septiembre de 1962, jugó en el equipo londinense Chelsea, cuyo entrenador era Tommy Docherty. Fascione permaneció en el club hasta 1969. Sus compañeros del equipo Bert Murray y Charlie Cooke imposibilitaron que Fascione jugará habitualmente en el primer equipo, por lo que su participación en el Chelsea fue esporádica, de tan solo 34 apariciones. Además, fue uno de los ocho jugadores que Docherty envió a su casa por romper un toque de queda previo al partido en Blackpool en abril de 1965. 
Al salir de Chelsea, firmó con el Durban City FC en Sudáfrica en el verano de 1969. Regresó al Reino Unido a fines de 1971, pero debido a problemas con su registro de juego no pudo firmar para un club hasta julio de 1972. En esa fecha fichó por el Dundee United a modo de prueba, pero fue liberado poco después, habiendo aparecido solo en partidos amistosos de pretemporada.
Posteriormente estuvo con Romford en la Liga del Sur, y Barking. También tuvo una temporada como gerente del último club.
Murió el 5 de febrero de 2019, a los 74 años de edad.